# آجين (بير سليمان)
آجین (بالفارسية: آجین) هي مستوطنة تقع في إيران في همدان. يقدر عدد سكانها بـ 3,343 نسمة .